# 크라이나
크라이나(Крајина / Krajina)는 ‘국경 지대’라는 뜻의 슬라브어 지명이다.

## 지리적 지명
- 크라이나 (폴란드)
- 보산스카크라이나는 크로아티아와 접하고 있는, 보스니아 헤르체고비나의 지역이다.
- 티모치카크라이나는 불가리아와 접하고 있는, 세르비아의 지역이다.

## 정치적 지명
- 세르비아 크라이나 공화국은 세르비아인이 크로아티아 안에 세운 미승인 국가이다.

## 같이 보기
- 제목에 "크라이나" 항목을 포함한 모든 문서